# کالدشت بالا
کالدشت ابوطالبی یا کالدشت بالا روستایی از توابع بخش مرکزی شهرستان دماوند در استان تهران ایران است.

## جمعیت
این روستا در دهستان تاررود قرار دارد و براساس سرشماری مرکز آمار ایران در سال ۱۳۸۵، جمعیت آن ۷۳۷ نفر (۲۰۶خانوار) بوده‌است.

## زبان
اهالی روستا به زبان تاتی سخن می‌گویند. تاتی یکی از زبان‌های ایرانی شمال غربی است.